# Bukit Batu (Padang Ulak Tanding)
Bukit Batu is een bestuurslaag in het regentschap Rejang Lebong van de provincie Bengkulu, Indonesië. Bukit Batu telt 1218 inwoners (volkstelling 2010).